# Dysstroma csehi
Dysstroma csehi är en fjärilsart som beskrevs av Dioszeghy 1930. Dysstroma csehi ingår i släktet Dysstroma och familjen mätare. Inga underarter finns listade i Catalogue of Life.